# Kinotavr
Kinotavr (Russisch: Кинотавр) is het grootste Russische filmfestival. Het wordt sinds 1991 elk jaar in juni gedurende 10 dagen gehouden in de Zuid-Russische badplaats Sotsji. Op het festival worden een aantal prijzen uitgereikt, zoals "De Gouden Parel" voor de beste film.
Het festival was gebaseerd op een filmfestival in 1990 in Podolsk (oblast Moskou) om de ingestorte filmindustrie van de Sovjet-Unie weer nieuw leven in te blazen. In 1991 verhuisde het naar Sotsji, waar het sindsdien altijd is gebleven. De organisatoren waren Mark Roedinstein en Oleg Yankovsky, waarvan de laatste sinds 1993 de directeur van het festival is. In 2005 droeg Roedinstein zijn "geesteskind" echter over aan producenten Aleksandr Rodnjanski en Igor Tolstoenov van het tv-kanaal STS (het vierde kanaal van Rusland).
Over de jaren is het festival wel bezig te professionaliseren. Ging in 1994 nog de hoofdprijs naar Roedinstein zelf en werden in de jaren 90 vooral tweederangs films vertoond, na het terugstappen van Roedinstein en het aantreden van Rodnjanski en Tolstoenov en een heropleving van de Russische filmindustrie begin 21e eeuw, is het festival bezig zich steeds meer op de kaart te zetten.